# Swampsong
Swampsong — третій студійний альбом фінського гурту Kalmah у жанрі мелодійний дез-метал. Це останній альбом з Пасі Хілтула на клавішних.

## Список треків
Всі тексти написані Пекка Кокко.
| #   | Назва                               | Автор музики                      | Тривалість |
| --- | ----------------------------------- | --------------------------------- | ---------- |
| 1.  | «Heroes to Us»                      | А. Кокко                          | 5:10       |
| 2.  | «Burbot's Revenge»                  | А. Кокко                          | 4:23       |
| 3.  | «Cloned Insanity»                   | П. Кокко, А. Кокко, П. Хілтула    | 4:11       |
| 4.  | «The Third, The Magical»            | П. Хілтула, А. Кокко, П. Кокко    | 5:26       |
| 5.  | «Bird of Ill Omen»                  | А. Кокко                          | 4:49       |
| 6.  | «Doubtful About It All»             | А. Кокко                          | 4:45       |
| 7.  | «Tordah»                            | А. Кокко, П. Хілтула, Т. Лехтінен | 4:03       |
| 8.  | «Man With Mystery»                  | П. Кокко                          | 4:48       |
| 9.  | «Moon of My Nights»                 | А. Кокко, П. Кокко                | 6:12       |
| 10. | «Suodeth» (японський бонусний трек) |                                   | 4:48       |

## Автори

### Члени гурту
- Пекка Кокко − гітара і вокал
- Антті Кокко − гітара
- Тімо Лехтінен − бас
- Пасі Хілтула − клавішні
- Янне Кусмін − барабани

### Продакшн
- Записано Ахті Кортелайнен на Tico-Tico Studios, Kemi, в лютому 2003
- Зміксовано Мікко Карміла на Finnvox Studios в березні 2003
- Мастеринг Міка Юсілла на Finnvox Studios в березні 2003